# Богутин (Польща)
Богутин (пол. Bohutyn) — село в Польщі, у гміні Сосновиця Парчівського повіту Люблінського воєводства. Населення — 33 особи (2011).

## Назва
На думку мовознавиці Галини Вишневської, назва села може походити від дохристиянського імені Богута.

## Історія
За даними етнографічної експедиції 1869—1870 років під керівництвом Павла Чубинського, у селі проживали лише греко-католики, які розмовляли українською мовою.
У 1975—1998 роках село належало до Холмського воєводства.

## Населення
Демографічна структура станом на 31 березня 2011 року:
|          | Загалом | Допрацездатний вік | Працездатний вік | Постпрацездатний вік |
| -------- | ------- | ------------------ | ---------------- | -------------------- |
| Чоловіки | 15      | 3                  | 8                | 4                    |
| Жінки    | 18      | 5                  | 7                | 6                    |
| Разом    | 33      | 8                  | 15               | 10                   |